# Sperlingsberg (Stendal)

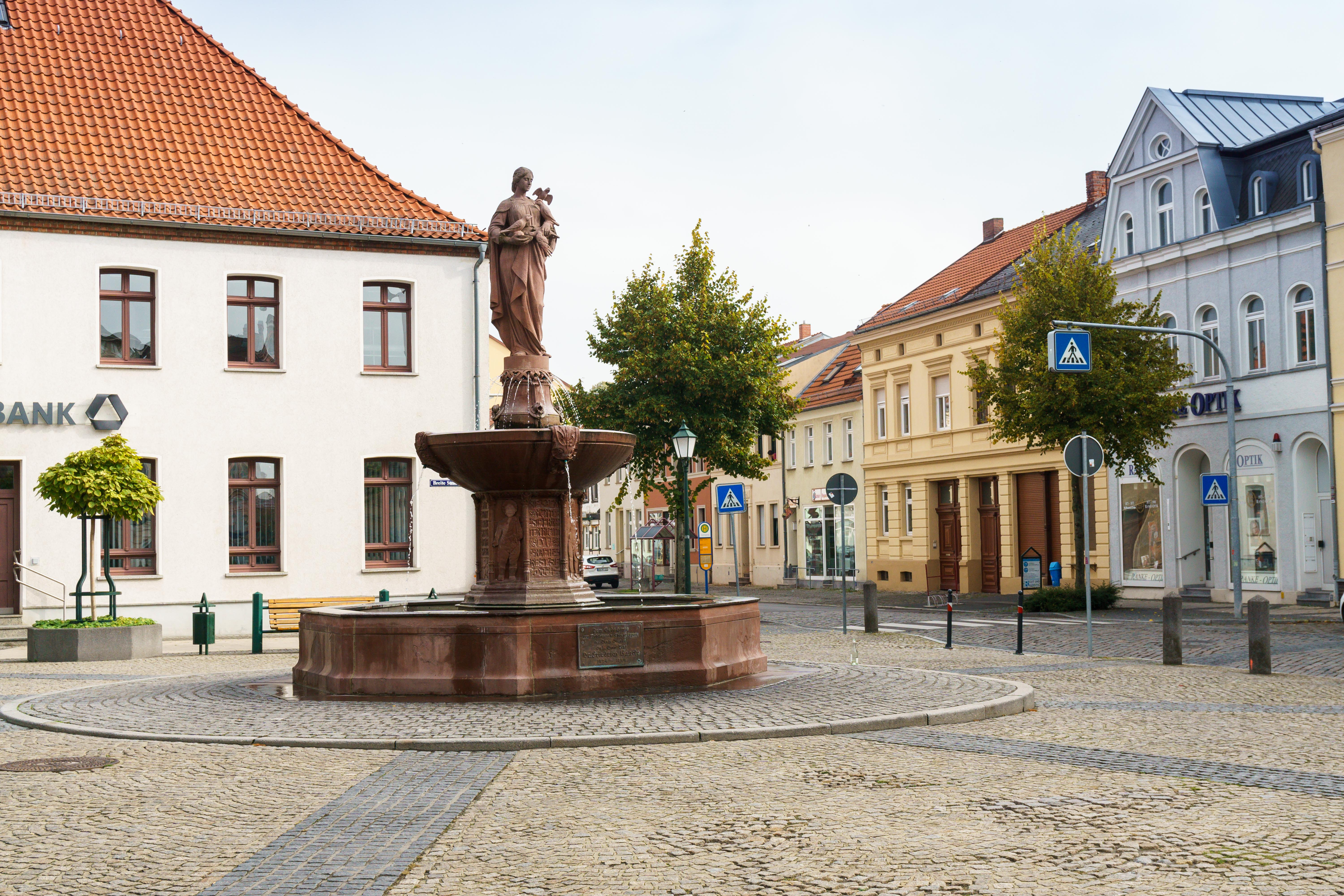
Haacke-Brunnen auf dem Sperlingsberg

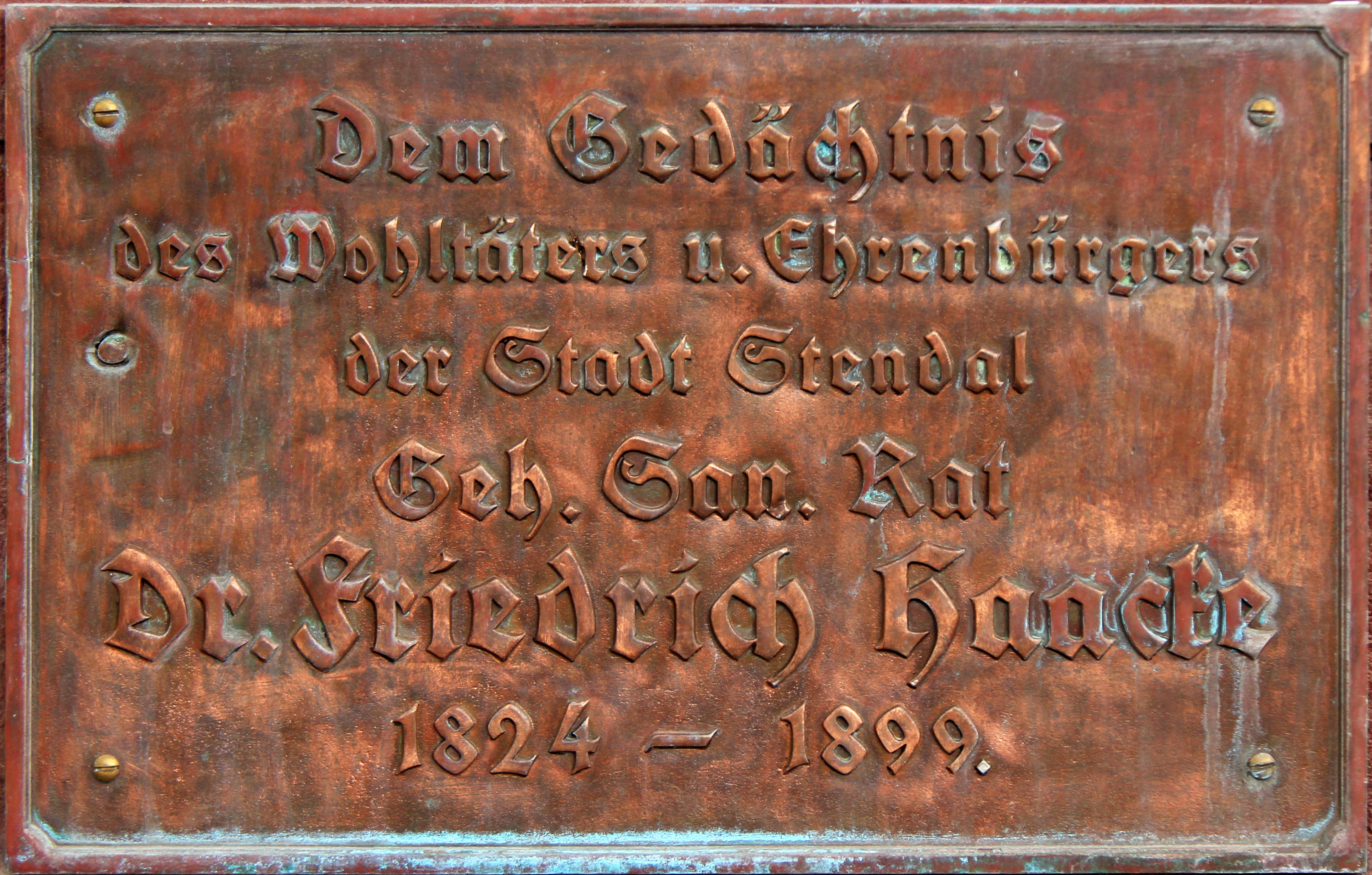
Gedenktafel am Haacke-Brunnen

Der Sperlingsberg ist ein Platz in der Altstadt von Stendal in der Altmark und eine Sehenswürdigkeit.

## Geschichte
Der Name „Sperlingsberg“ ist vermutlich ein schon in mittelalterlicher Zeit entstandener Spottname, der auch auf die Armut der Bevölkerung abzielt. Derartige Sinnbezüge sind auch anderenorts zu finden wie z. B. bei dem ehemaligen Sperlingsberg in Weimar. 
Auf diesem Platz befindet sich seit 1906 ein Laufbrunnen aus Miltenberger Sandstein, der von dem Bildhauer Paul Juckoff aus Schkopau geschaffen wurde und dort den Mittelpunkt darstellt. Über dem Brunnenbecken steht eine Frauengestalt, im Volksmund als „Sperlingsida“ bezeichnet, die hungernde Vögel füttert. Dieses Symbol der Wohltätigkeit erinnert an einen Ehrenbürger der Stadt, an den Sanitätsrat Dr. med. Friedrich Hermann Haacke (1824–1899), der als „Arzt und Helfer der Armen“ in seiner Eigenschaft als Kreisphysikus und Leiter des Johanniter-Krankenhauses in die Stendaler Geschichte einging. Bis 1873 wüteten in Stendal Cholera-Epidemien, gegen die er engagiert anging.
Vom Sperlingsberg aus führt die Rathenower Straße (früher Arneburger Törstraße) zum Ostwall, wo das Arneburger Tor stand. Dieses wurde zwischen 1755 und 1784 abgebrochen. An dem Brunnen befindet sich eine bronzene Gedenktafel, die an den Namensgeber erinnert.